# Carbonylation

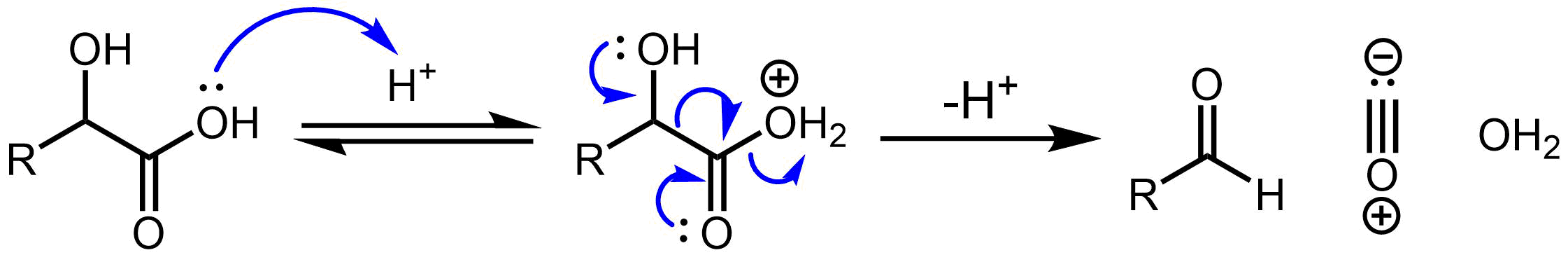
Exemple de décarbonylation des acides alpha-hydroxy par l'acide

La carbonylation est une réaction chimique d'introduction de monoxyde de carbone (CO) dans un composé organique ou inorganique. Le monoxyde de carbone étant suffisamment réactif et disponible en quantité, il est largement utilisé comme réactif dans l'industrie chimique pour, notamment, cette réaction.

## Historique
Walter Reppe définit ce terme pour un certain nombre de réactions qu'il a découvertes dans les années 1930. Depuis lors, ce terme est utilisé pour toutes les réactions impliquant l'introduction du monoxyde de carbone sur une molécule organique à l'aide d'un catalyseur.
Les réactions de carbonylation peuvent être classées en trois groupes : 
- Les réactions de Reppe

Les réactions de Reppe sont les plus générales et consistent en la réaction de monoxyde de carbone CO avec un substrat organique en présence d'un catalyseur de type carbonyle de métal. La plupart de ces réactions nécessitent la présence de nucléophiles contenant un atome d'hydrogène acide.
- L'hydroformylation

Cette réaction consiste en la synthèse d'aldéhydes et d'alcools à partir d'alcènes, d'hydrogène H2 et de monoxyde de carbone CO.
- La carbonylation de Koch

La carbonylation d'alcènes, d'alcools ou d'aldéhydes en présence comme catalyseur d'un acide fort ou d'un superacide — tels que l'acide sulfurique H2SO4, le mélange d'acide phosphorique H3PO4 et de trifluorure de bore BF3, ou encore le mélange acide fluorhydrique HF et pentafluorure d'antimoine SbF5 donnant de l'acide fluoroantimonique HSbF6 — est connue sous le nom de synthèse de Koch ou encore réaction de Koch-Haaf. Les principaux produits sont des acides carboxyliques.

## Catalyseurs
La carbonylation nécessite des pressions et des températures de travail élevées. Pour rendre ces voies de synthèse économiquement intéressantes, l'usage de catalyseurs est nécessaire pour ramener les conditions à des valeurs acceptables du point de vue industriel.
Les catalyseurs métalliques ont rendu possible le développement de procédés industriels. Les plus efficaces sont le fer Fe, le cobalt Co, le nickel Ni, le ruthénium Ru, le rhodium Rh, le palladium Pa, le platine Pt, le cuivre Cu et l'iridium Ir.
Le nickel est le plus efficace pour la carbonylation des alcènes, le cobalt est surtout utilisé pour l'hydroformylation. Le platine permet de travailler dans des conditions moins élevées, de l'ordre de 150 bars et de 140 °C, que les autres catalyseurs.

## Carbonylation du méthanol en acide acétique
La carbonylation du méthanol CH3OH en acide acétique CH3COOH est le procédé le plus important de carbonylation (en volume). Le premier procédé industriel, développé il y a plus de 30 ans par BASF, utilise une catalyse homogène au cobalt et nécessite l’utilisation de conditions dures (200 °C et 700 bars de pression). En 1971, la société Monsanto a industrialisé un procédé basse pression catalysé au rhodium Rh, qui est devenu le procédé le plus employé. Récemment, la société BP Chemicals a développé et industrialisé en 1996 un procédé basse pression utilisant un catalyseur à base d’iridium, permettant d’améliorer encore la sélectivité et la productivité du procédé.

## Carbonylation de l’acétate de méthyle en anhydride acétique
La carbonylation de l’acétate de méthyle CH3COOCH3 en anhydride acétique CH3COOCOCH3 a d’abord été développée par BASF en utilisant des catalyseurs à base de cobalt Co, fer Fe ou nickel Ni dans des conditions dures (pression de 500 à 700 bars). Différents systèmes ont été développés dans les années 1970-1980 permettant de travailler dans des conditions douces conduisant à l’industrialisation du procédé Halcon pour le compte de la société Eastman à Kingsport (USA). Ce procédé utilise un catalyseur à base de rhodium sous 40 bars et à 180 °C.

## Quelques aspects industriels de la réaction de carbonylation
Du fait de sa toxicité, la manipulation du monoxyde de carbone CO implique au niveau industriel la mise en œuvre de sécurités spécifiques, et ne peut de ce fait être envisagée sur un atelier standard polyvalent. De plus, les milieux de carbonylation sont souvent extrêmement corrosifs et impliquent l’utilisation de matériaux dits nobles comme l’hastelloy B-2, le titane ou le zirconium, nécessitant là aussi l’utilisation d’installations spécifiques.
Par ailleurs, l’utilisation de métaux nobles tels que le palladium et le rhodium implique le développement industriel d’un procédé de recyclage du catalyseur pour que le procédé soit économiquement attrayant. Quatre grands types de recyclages ont été étudiés et développés industriellement. Le premier et le plus simple consiste en fin de réaction après dégazage des légers à distiller les produits de la réaction à une température compatible avec la stabilité du catalyseur et à recycler le pied de distillation contenant le catalyseur directement à la réaction. C’est ce procédé qui est utilisé très majoritairement pour la synthèse de produits faciles à distiller (acide acétique, aldéhydes par synthèse oxo, acide propionique...). Ce type de procédé n’est évidemment pas envisageable pour des produits non distillables. Les deux techniques possibles sont soit la cristallisation (ou précipitation) des produits après ajustement du milieu réactionnel et recyclage des jus mères à la réaction, soit une extraction des produits par un solvant qui n’entraîne pas de catalyseur. Ce sont ces techniques qui sont utilisées pour recycler les catalyseurs pour des produits tels les polycétones et les acides lourds. Un procédé original a été développé pour recycler le catalyseur dans le cas de l’hydroformylation du propène en butanal. L’utilisation d’un système biphasique permet de garder le catalyseur dans la phase aqueuse par l’utilisation d’un ligand hydrosoluble (triphénylphosphine trisulfonée) et de séparer les produits du catalyseur par simple décantation du milieu réactionnel en fin de réaction.